# ATP de Bruxelas
O ATP de Bruxelas – ou European Open, atualmente – é um torneio de tênis profissional masculino, de nível ATP 250.
Realizado em Bruxelas, na capital da Bélgica, estreou em 1981. Depois de um hiato de trinta e três anos, voltou à cidade como parte do European Open, transferido da Antuérpia. Os jogos são disputados em quadras duras cobertas durante o mês de outubro.

## Finais

### Simples
| Ano                                     | Campeão          | Vice-campeão     | Resultado                   |
| --------------------------------------- | ---------------- | ---------------- | --------------------------- |
| Torneio não realizado entre 2024 e 1993 |                  |                  |                             |
| 1992                                    | Boris Becker     | Jim Courier      | 56–7, 2–6, 7–610, 7–65, 7–5 |
| 1991                                    | Guy Forget       | Andrei Cherkasov | 6–3, 7–5, 3–6, 7–6          |
| 1990                                    | Boris Becker     | Carl-Uwe Steeb   | 7–5, 6–2, 6–2               |
| Torneio não realizado em 1989           |                  |                  |                             |
| 1988                                    | Henri Leconte    | Jakob Hlasek     | 7–6, 7–6, 6–4               |
| 1987                                    | Mats Wilander    | John McEnroe     | 6–3, 6–4                    |
| 1986                                    | Mats Wilander    | Broderick Dyke   | 6–2, 6–3                    |
| 1985                                    | Anders Järryd    | Mats Wilander    | 6–4, 3–6, 7–5               |
| 1984                                    | John McEnroe     | Ivan Lendl       | 6–1, 6–3                    |
| 1983                                    | Peter McNamara   | Ivan Lendl       | 6–4, 4–6, 7–6               |
| 1982                                    | Vitas Gerulaitis | Mats Wilander    | 4–6, 7–6, 6–2               |
| 1981                                    | Jimmy Connors    | Brian Gottfried  | 6–2, 6–4, 6–3               |

### Duplas
| Ano                                     | Campeões                            | Vice-campeões                   | Resultado     |
| --------------------------------------- | ----------------------------------- | ------------------------------- | ------------- |
| Torneio não realizado entre 2024 e 1993 |                                     |                                 |               |
| 1992                                    | Boris Becker John McEnroe           | Guy Forget Jakob Hlasek         | 6–3, 6–2      |
| 1991                                    | Todd Woodbridge Mark Woodforde      | Libor Pimek Michiel Schapers    | 6–3, 6–0      |
| 1990                                    | Emilio Sánchez Slobodan Živojinović | Goran Ivanišević Balázs Taróczy | 7–5, 6–3      |
| Torneio não realizado em 1989           |                                     |                                 |               |
| 1988                                    | Wally Masur Tom Nijssen             | John Fitzgerald Tomáš Šmíd      | w.o.          |
| 1987                                    | Boris Becker Slobodan Živojinović   | Chip Hooper Mike Leach          | 7–6, 7–6      |
| 1986                                    | Boris Becker Slobodan Živojinović   | John Fitzgerald Tomáš Šmíd      | 7–6, 7–5      |
| 1985                                    | Stefan Edberg Anders Järryd         | Kevin Curren Wojciech Fibak     | 6–3, 7–6      |
| 1984                                    | Tim Gullikson Tom Gullikson         | Kevin Curren Steve Denton       | 6–4, 6–7, 7–6 |
| 1983                                    | Heinz Günthardt Balázs Taróczy      | Hans Simonsson Mats Wilander    | 6–2, 6–4      |
| 1982                                    | Pavel Složil Sherwood Stewart       | Tracy Delatte Chris Dunk        | 6–4, 6–7, 7–5 |
| 1981                                    | Sandy Mayer Frew McMillan           | Kevin Curren Steve Denton       | 4–6, 6–3, 6–3 |